# 広島県公安委員会
広島県公安委員会（ひろしまけんこうあんいいんかい）は、広島県警察を管理するため広島県知事所轄の下に設置される行政委員会であり、所在地は広島市中区基町9-42である。
広島県知事が広島県議会の同意を得て任命する3名と、広島市長が広島市議会の同意を得て推薦して広島県知事が任命する2名の、計5名の委員で組織される。
委員の任期は3年だが，2回まで再任可能で、委員長は委員の互選により任期は1年。広島県公安委員会の庶務は，広島県警察本部が行う。

## 委員
- 委員長
  - 西野泰代（2021年5月19日 - 2024年5月18日・2期目・大学教授）[2]
- 委員
  - 北川祐治（2021年7月9日 - 2024年7月8日・3期目・会社会長 兼 社長）
  - 森美喜夫（2022年5月19日 - 2025年5月18日・1期目・医師）
  - 松岡秀夫（2022年10月1日 - 2025年9月30日・1期目・会社相談役）
  - 古賀輝郎（2023年7月9日 - 2026年7月8日・1期目・公証人）

## 下部組織
- 広島県警察